# 크리스티나 다베나

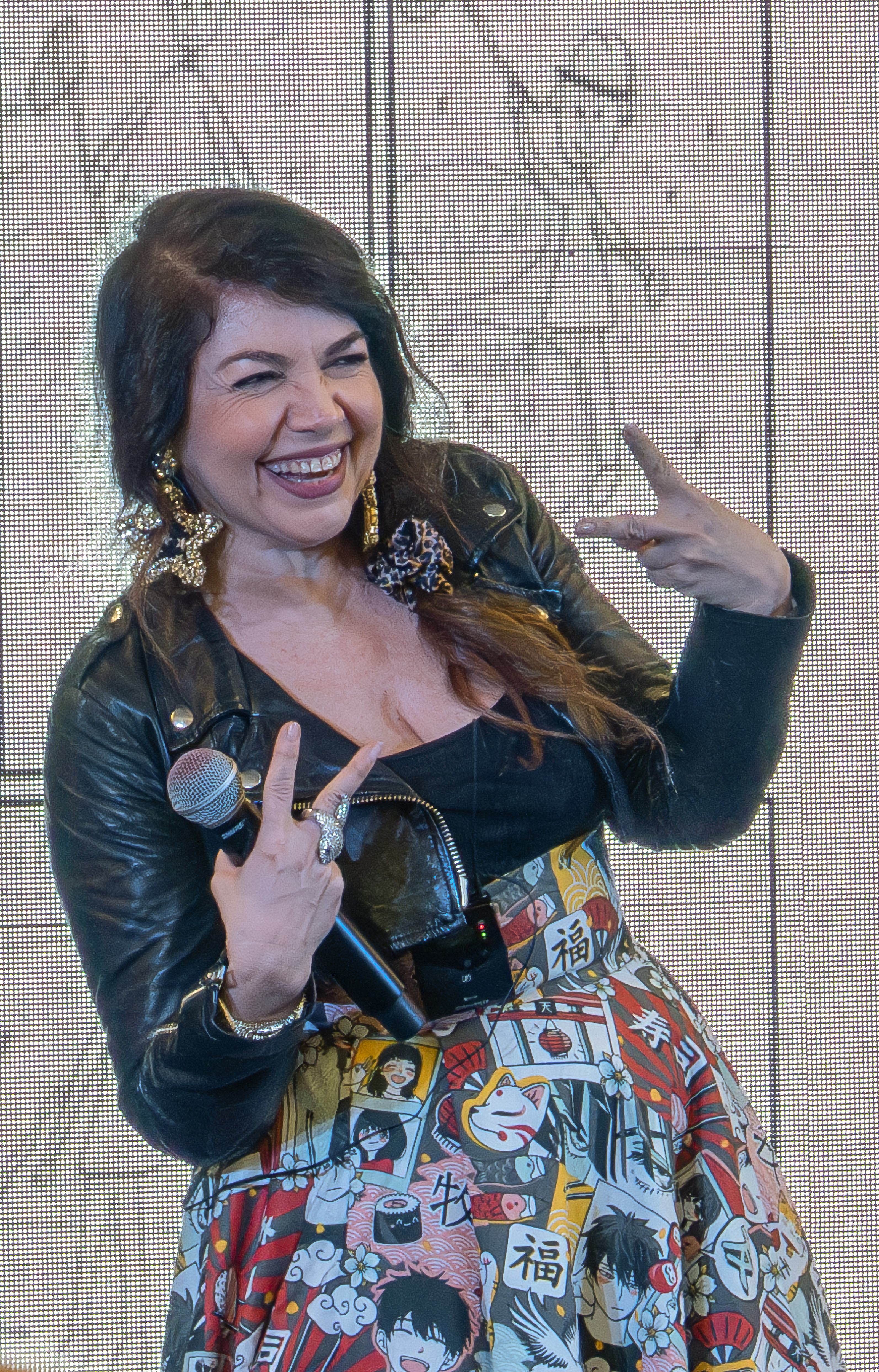
Cristina D'Avena

크리스티나 다베나(Cristina D'Avena, 1964년 7월 6일~ )는 이탈리아의 가수이다. 주로 애니메이션 주제가만 거의 전문적으로 부르는 가수이다. 아름다운 목소리의 소유자이고 외모또한 뛰어난 미녀라서 이탈리아에서 유명한 가수이다. 그리고 크리스티나 다베나는 현재까지 활동하고 있으며, 크리스티나 다베나는 만화영화 주제가를 거의 독점해서 부른다고 말해도 틀리지 않을만큼, 만화영화 주제가를 많이 부른다. 기존에 다른 가수가 부른 "도라에몽"과 "캔디 캔디"까지 노래를 바꿔서 새롭게 다시 부르는 등, 과거에 나왔던 기존의 만화영화 주제가까지 새롭게 바꿔서 부른다.
크리스티나 다베나의 노래 중 "kiss me licia"와 "세일러문(sailor moon)"이 유명하다.